# 中村公園記念館
中村公園記念館（なかむらこうえんきねんかん）は、愛知県名古屋市中村公園内にある歴史的建造物。
名古屋市の明治時代に建築された公共木造建築物では最古となる。

## 概要
1910年（明治43年）に、加藤清正没後300年を記念して愛知県が地元住民の寄付を受け建築した迎賓館で、同年11月18日には、名古屋に行幸した当時の皇太子（後の大正天皇）が休憩所として使用した。
1923年（大正12年）には、愛知県から譲渡を受けた名古屋市の所有となり、戦後の1954年（昭和29年）10月1日から徳川園市民結婚式場の姉妹会場として使用されていた。1963年（昭和38年）には建物の老朽化などもあり全面改修も行われたが、1967年（昭和42年）に結婚式場は閉鎖された。以後、集会所として利用されていたが、施設の老朽化のため使用できない状況が続いていた。しかし、2015年（平成27年）より耐震工事が行われ、工事の完了した2016年（平成28年）4月よりリニューアルオープンしている。
建物は木造瓦葺き平屋建てでの書院造で玄関の唐破風が特徴的である。2013年（平成25年）7月8日には名古屋市の認定地域建造物資産に認定されたほか、2017年（平成29年）6月28日には国の登録有形文化財に登録されている。

## 交通アクセス
- 名古屋市営地下鉄東山線「中村公園駅」下車、北へ徒歩で10分程度。
- 名古屋市営バス「豊国神社」バス停下車、北へ徒歩で2分程度。